# Nicola di Tuscolo
Nicola (o Niccolò) di Tuscolo, noto anche come Nicola de Romanis (... – Roma, 1218), è stato un cardinale e diplomatico italiano.

## Origini e carriera ecclesiastica
L'anno e il luogo di nascita di Nicola, così come la sua origine familiare, non sono noti. Il cognome de Romanis non è attestato nelle fonti coeve, ma fu usato per la prima volta nel XVI secolo da Ciacconio, il quale non fornì alcuna fonte che lo giustificasse.
Probabilmente ex membro del capitolo di una cattedrale e laureato in diritto canonico, Nicola è attestato per la prima volta nel 1204 come suddiacono e cappellano di papa Innocenzo III, del quale era uomo di fiducia e dal quale fu consacrato cardinale vescovo di Frascati nel dicembre dello stesso anno. Negli anni successivi, continuò a lavorare all'interno della Curia romana, ricoprendo il ruolo di giudice nelle udienze pontificie.

## Legazione in Inghilterra

### La questione dell'interdetto
Nel 1207, Innocenzo III pose il regno d'Inghilterra sotto interdetto a seguito delle azioni intraprese da re Giovanni, che si era intromesso nella nomina dell'arcivescovo di Canterbury. L'interdetto sarebbe durato fino al 1213, quando Giovanni accettò finalmente Stephen Langton come nuovo arcivescovo. Nicola fu, insieme a Pandolfo Verraccio, il principale negoziatore di Innocenzo durante la questione dell'interdetto e nel settembre 1213 fu inviato in Inghilterra per stabilirne le condizioni per la revoca. Furono gli stessi Nicola e Pandolfo a ricevere il solenne atto di sottomissione del sovrano inglese.

### La questione di Oxford
Quando era ancora in vigore l'interdetto, nel 1209, uno studente di Oxford fu accusato di aver violentato e ucciso una donna del luogo. Quando i locali non riuscirono a trovare il responsabile, impiccarono tre dei suoi amici come rappresaglia. L'università di Oxford protestò abbandonando la città e disperdendosi in altre scuole in tutta l'Inghilterra, tra le quali Cambridge, dove diedero inizio alla locale università.
Il 1 ottobre 1213, mentre Nicola stava lavorando alla rimozione dell'interdetto, i cittadini di Oxford gli inviarono una lettera chiedendogli di risolvere i loro problemi con gli studiosi che avevano insegnato nella loro città. Nicola accettò di fare da mediatore, visitando la città nel novembre 1213 e nel maggio 1214. Il 20 giugno 1214 le azioni del cardinale portarono all'emissione dello statuto dell'Università di Oxford.
Tra le altre cose, vi era stabilito: l'impegno da parte dei cittadini ad addebitare tariffe fisse per vitto e alloggio agli studenti, il versamento di un pagamento annuale alla scuola, il diritto dell'università di giudicare chiunque fosse associato alla scuola e la creazione di un Cancelliere a capo dell'istituzione.

### Altre attività
Durante la sua permanenza in Inghilterra, Nicola si occupò anche di alcune questioni monastiche, rimuovendo dal loro incarico diversi abati locali: l'abate Roger Norreis di Evesham e Penwortham, l'abate Ralph de Arundel di Westminster e l'abate Ralf de Rand di Bardney. I nuovi abati furono nominati di comune accordo con il re Giovanni.
Tentò inoltre di mediare tra Giovanni e i suoi baroni nella questione degli sceriffi (che porterà alla concessione della Magna Carta), cercando di adempiere al suo mandato pontificio di riportare la calma tra le fazioni del regno.
Le politiche eccessivamente filoregie del cardinale gli attirarono le antipatie del clero inglese, che fece appello al papa affinché difendesse i suoi privilegi. Innocenzo accolse le loro istanze e richiamò in Curia Nicola, che fece ritorno a Roma verso la fine del 1214.

## Gli ultimi anni
Rientrato a Roma, Nicola riprese il suo ruolo nel tribunale pontificio, ricevendo la carica di penitenziere maggiore (prima persona a ricoprirla). Con questo titolo firmò numerosi documenti e privilegi papali, anche sotto il successore di Innocenzo, Onorio III.
Morì, probabilmente a Roma, verso la fine del 1218, come si può dedurre dalla data di consacrazione del suo successore alla diocesi tuscolana, Niccolò Chiaramonte, avvenuta il 6 gennaio 1219.